# Volkshaus (Weimar)

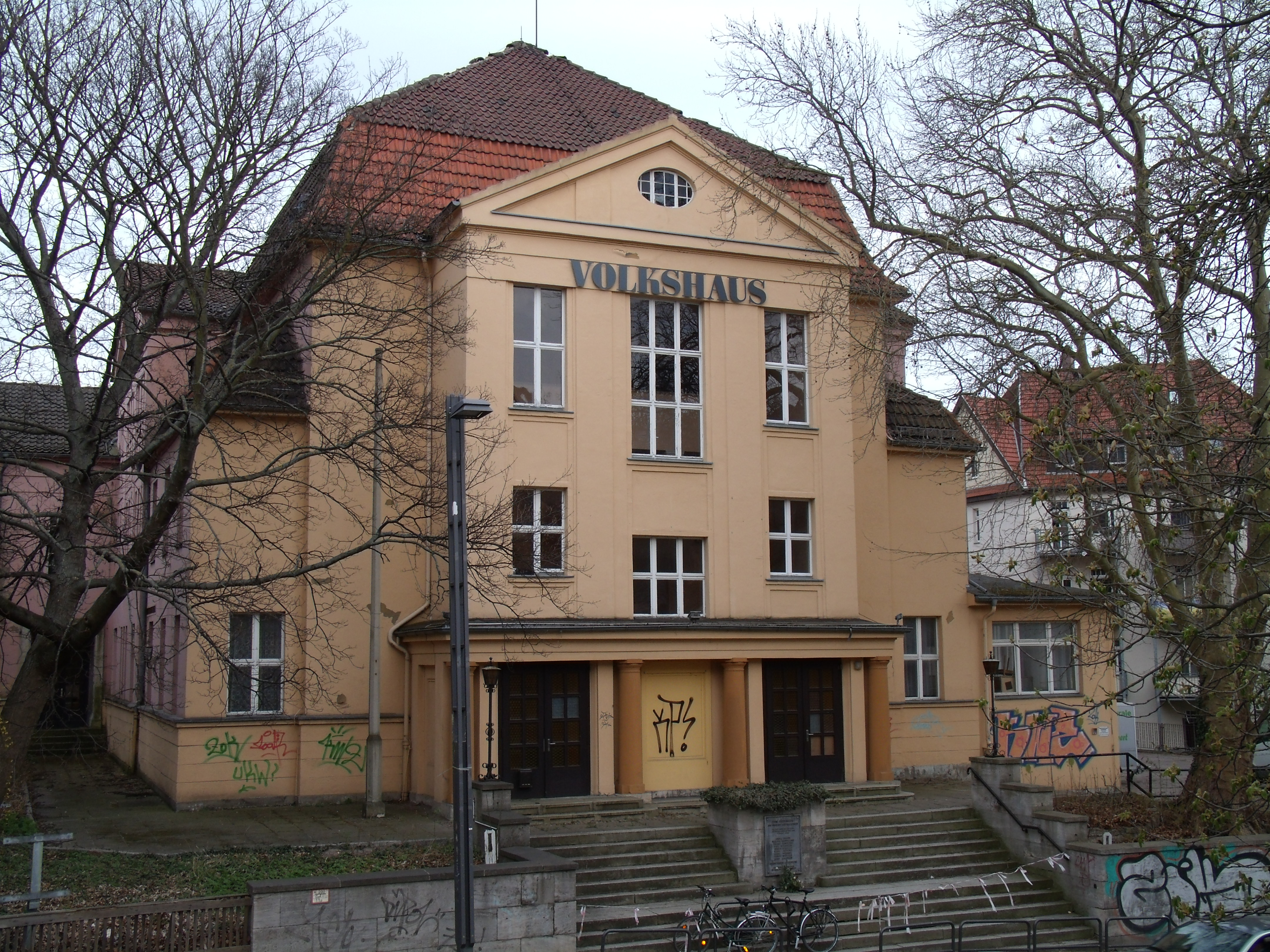
Volkshaus Weimar

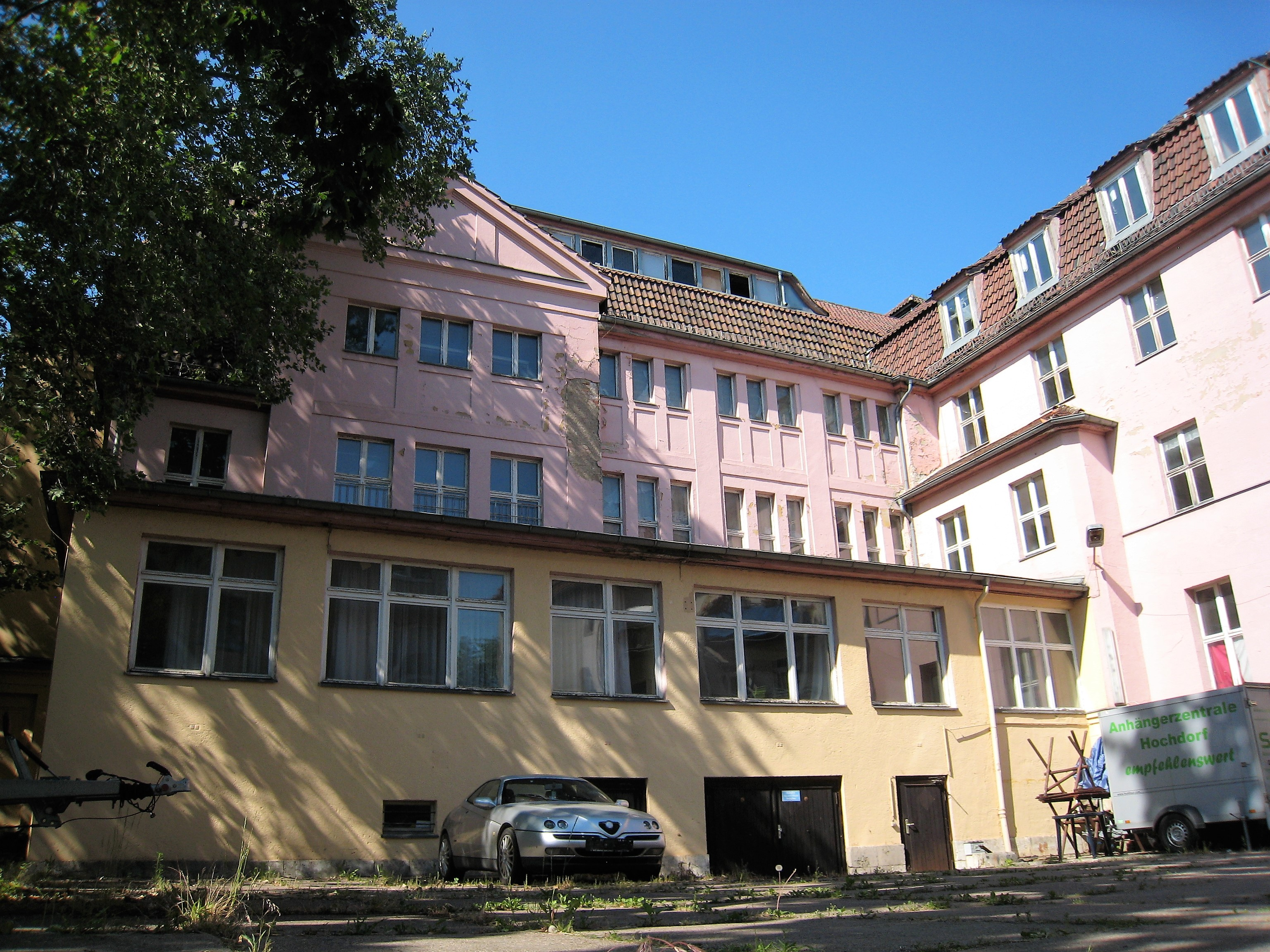
Seitenansicht

Das Volkshaus Weimar ist eines der ältesten Gewerkschaftshäuser in Thüringen und eine traditionsreiche Stätte der Politik und der Kultur in Weimar. Das im Jahr 1908 eingeweihte Gebäude – ab 1933 „Deutsches Haus“ und während der DDR-Zeit Kulturhaus „Michael Niederkirchner“ genannt – ist in der Liste der Kulturdenkmale in Weimar (Einzeldenkmale) verzeichnet. Im Januar 2024 erwarb die Stadt Weimar das sanierungsbedürftige Haus, um es zu bewahren und künftig wieder nutzbar zu machen.

## Geschichte

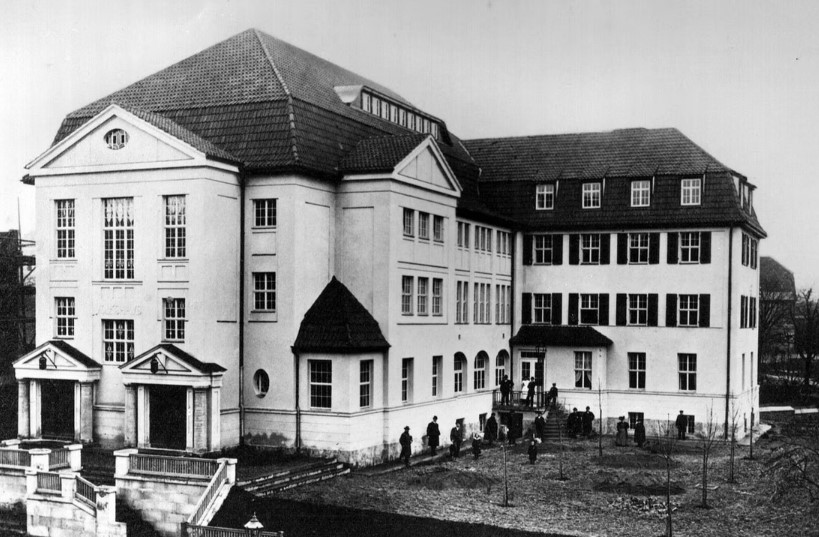
Volkshaus Weimar im Jahr 1910

### Anfangszeit
Das Volkshaus in der Friedrich-Ebert-Straße 8 von Weimar wurde von 1906 bis 1908 errichtet, es diente ursprünglich als Versammlungshaus für Sozialdemokratie und Gewerkschaften. Entstanden ist es auf Initiative des SPD-Politikers August Baudert, Architekt war Bruno Röhr.
Eröffnet wurde es am 26. April 1908, nach dem Ende der Kaiserzeit in Deutschland nutzte es die SPD für Tagungen. Am 11. Januar 1919 wollte eine Spartakus-Jugendgruppe die Gründung einer Ortsgruppe der KPD vorbereiten; um möglichen Ausschreitungen entgegenzutreten, sandte der Soldatenrat eine Sicherungseinheit dorthin.
Zu den prominentesten Rednern, die dort ein öffentliches Podium fanden, gehören laut Überlieferung Clara Zetkin, Karl Liebknecht und Rosa Luxemburg. Der SPD-Reichspräsident Friedrich Ebert hatte dort zusätzlich ein Büro neben seiner Kanzlei im Weimarer Stadtschloss.
Nach der Machtergreifung schieden am 8. April 1933 auch die SPD-Stadtratsmitglieder zwangsweise aus dem Stadtrat aus. Kurz darauf besetzten SA und SS das Volkshaus und führten in allen Stadtteilen und in den Vororten bei mehr als 100 SPD-Mitgliedern Hausdurchsuchungen durch. Sie beschlagnahmten Druckschriften; vier Personen wurden festgenommen, das Vermögen der SPD und die Einrichtung ihres Bezirksbüros beschlagnahmt und die Bankkonten gesperrt. Am 23. Juli 1933 wurde die SPD verboten.
Ab Mai 1933 nutzten SA und SS das Gebäude, das nunmehr „Deutsches Haus“ genannt wurde. 1939 kam es in den Besitz der Deutschen Arbeitsfront.

### Nach dem Zweiten Weltkrieg
Der Architekt Paul Bräunlich schuf 1948 einen Anbau an das Volkshaus, das zum „Haus des FDGB“ umbenannt wurde. Ab 1954 diente es als Kreiskulturhaus „Michael Niederkirchner“ als Klubhaus sowie als Kultur- und Feststätte, so etwa für Jugendweihe-Veranstaltungen.

## Jüngere Vergangenheit und Gegenwart

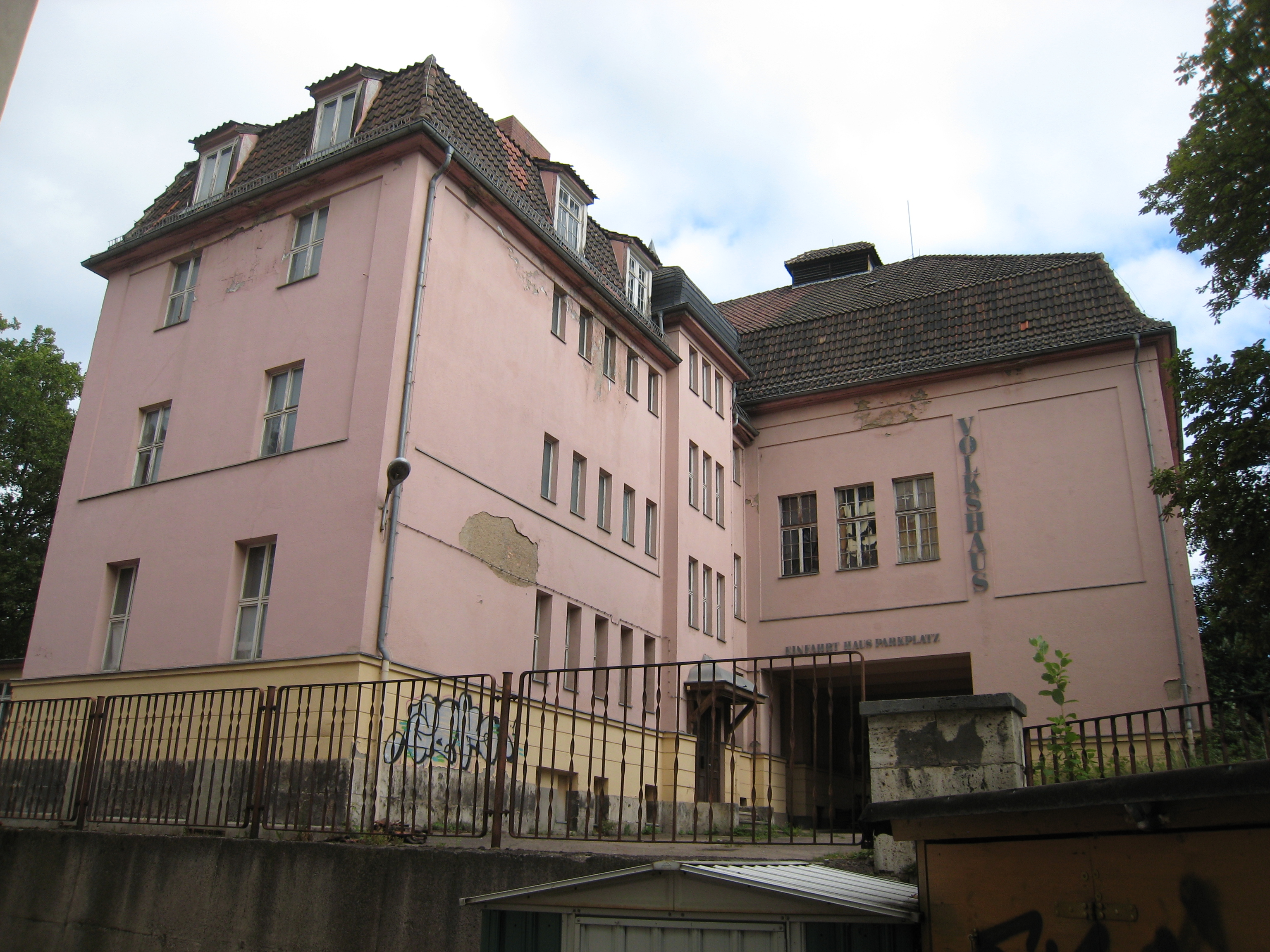
Rückansicht

Bis 2009 war das Volkshaus ein Veranstaltungsort, etwa für Konzerte. Außerdem befanden sich im Keller Bandproberäume. Das Gebäude ist nach mehreren Besitzerwechseln wegen Baufälligkeit gesperrt. Am 18. März 2022 konnte die Feuerwehr einen kleinen Brand löschen, bevor größere Schäden entstanden.
Im Januar 2024 kaufte die Stadt Weimar das Gebäude für 600.000 Euro in einem Insolvenzverfahren. Das Gebäude soll gesichert und einer neuen Nutzung zugeführt werden.

## Gedenktafel

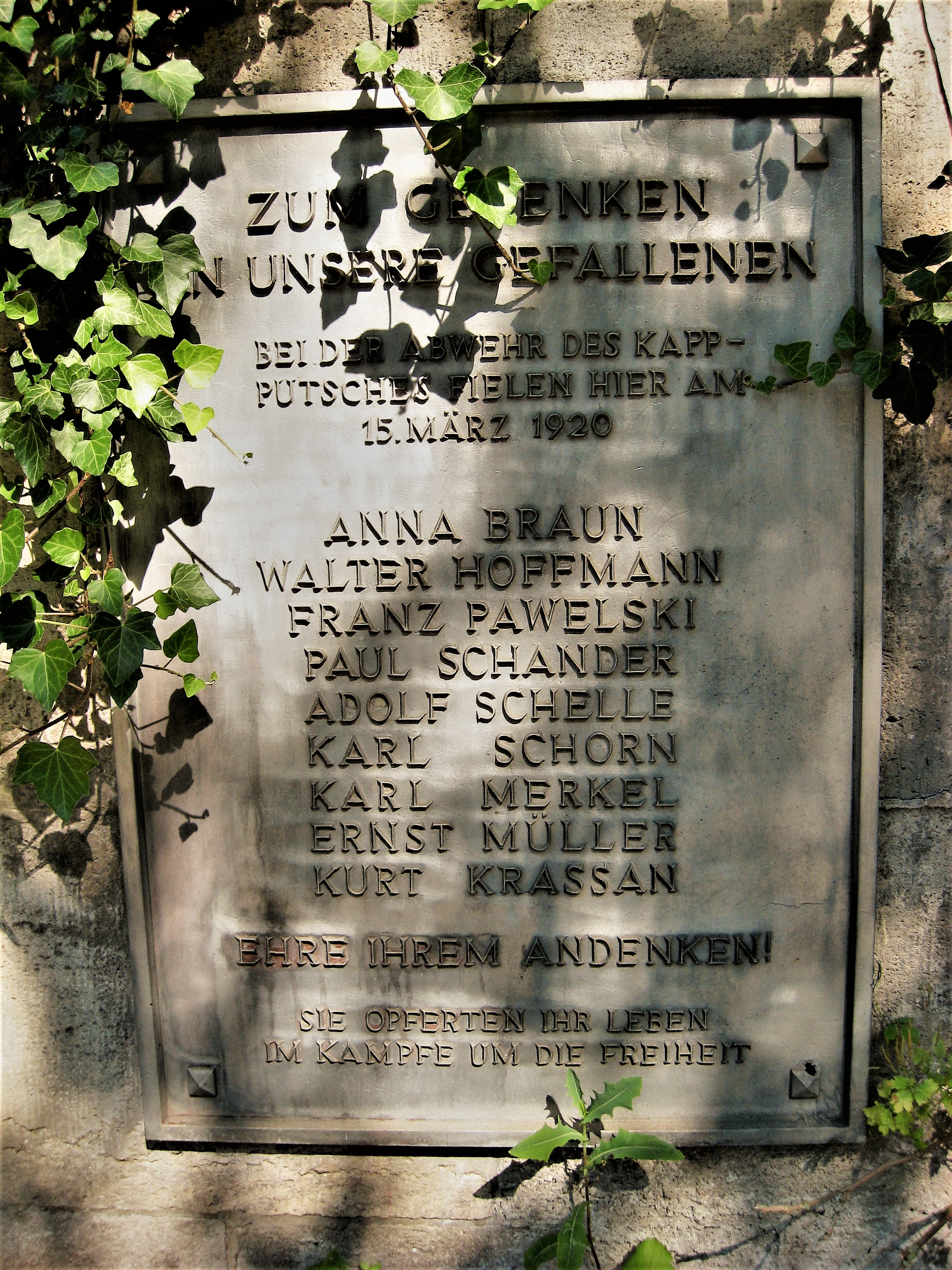
Gedenktafel

Vor dem zweigeschossigen Gebäude mit Doppelflügeltür auf der Giebelseite erinnert auf einem Treppenabsatz eine Gedenktafel der beim Kapp-Putsch gefallenen Arbeiter: Als diese sich während des Generalstreiks am 15. März 1920 zu einer Kundgebung im Volkshaus versammelten, schossen putschende Soldaten der Reichswehr auf sie. Auf der Tafel sind dieselben Namen wie auf der 1922 von Walter Gropius geschaffenen Tafel des Denkmals für die Märzgefallenen in Weimar auf dem Historischen Friedhof verewigt: Anna Braun, Walter Hoffmann, Franz Pawelski, Paul Schander, Adolf Schelle, Karl Schorn, Karl Merkel, Ernst Müller und Kurt Krassan. Wahrscheinlich wurde die Tafel – wie das 1946 wiedererrichtete Denkmal für die Märzgefallenen – um 1946 angebracht.

## Verschiedenes
- Im Jahr 1919 tagten die Abgeordneten der SPD-Fraktion der verfassunggebenden Deutschen Nationalversammlung im Volkshaus Weimar, da es im Nationaltheater Weimar zu wenig Platz für alle Fraktionen gab.[12]

In der DDR-Zeit hatte das Weimar-Werk viele Jahre lang eine enge Verbindung mit der Kulturstätte:
- Der 1955 gegründete Fotozirkel des damaligen VEB Mähdrescher Werks Weimar hatte in den Kellerräumen des Kulturhauses „Michael Niederkirchner“ seine Clubräume und ein Fotolabor; er bestand bis 1990.[13]
- Der Männerkochklub Weimar gründete sich 1988 als Männerkochklub im Kulturhaus „Michael Niederkirchner“ des VEB Weimar-Werk innerhalb der Ortsgruppe Weimar des Kulturbundes der DDR.[14]
- Burkhard Lasch war zeitweise Künstlerischer Leiter des Kulturhauses.[15]